# Пошта Румуније
Пошта Румуније АД (рум. CN Poșta Română SA) румунска је државна компанија за поштански саобраћај.

## Историјат
Прва модерна поштанска админстрација у Румунији основана је 1862. године декретом број 537 о уједињењу поштанских управа Молдавије и Мунтенија. 

1. јануара 1865. године ступио је на снагу први закон о поштанском саобраћају под називом „Поштанско-телеграфски закон“.

1874. Пошта Румуније заједно са још 21 земљом света оснива Светски поштански савез.

1894. По узору на друге земље почиње градња поштанске палате, палата је завршена 1900.

1925. Уведена је нова услуга радио-телеграф.

1991. Одлуком владе Румуније дели се државно предузеће „Ромпосттелеком“ на Пошту Румуније, РомТелеком, Радио-комуникације и Главни инспекторат радио-комуникација.

1998. Одлуком владе Румуније Пошта Румуније се трансформише из јавног предузећа у акционарско друштво.